# Yuki Kaida
Yuki Kaida (甲斐田 ゆき Kaida Yūki?) es una famosa seiyū y cantante, residente en Tokio. Nacida el 30 de noviembre. Mide 1.54 . Le gusta el baloncesto, el grupo musical Queen y la saga Las crónicas de Narnia. Además de sus trabajos en series de anime, ha colaborado también en musicales (Hunter x Hunter Deja-vu in Summer, como Kurapika) y CD drama.

## Filmografía
| 1999 | - Case Closed - Yuri Arisato, Yuriko Tomosato - Hoshin Engi - Yong - Hunter × Hunter - Kurapika - Karakurizōshi Ayatsuri Sakon - Yuki Kagawa - Seraphim Call - Lulu Sanjō |
| 2001 | - Ask Dr. Rin! - Cynthia - Corrector Yui - Feena - Dennō Bōkenki Webdiver - Karon, Shō Kurachi, Midori Asaba - Hanaukyo Maid Team - Taro Hanaukyo - The Prince of Tennis - Shusuke Fuji, Yumiko Fuji, Yuuta Fuji (young)                                                                               |
| 2002 | - Beyblade - Ozma - Daigunder - Ryugu - Digimon Frontier - Gomamon |
| 2003 | - Ashita no Nadja - Cream, Mireille Morrow, T.J. Livingston - .hack//Legend of the Twilight - Ouka - Twin Spica - Shū Suzuki - Zatch Bell - Eshros |
| 2004 | - Fantastic Children - Gherta Hawksbee - Hanaukyo Maid Team: La Verite - Taro Hanaukyo - Kamichu! - Ukeru Nishimura - Shura no Toki: Age of Chaos - Yuki-hime - Soreike! Zukkoke Sanningumi - Tokiko Okuda - Yugo the Negotiator - Mariko                                                              |
| 2005 | - Absolute Boy - Masaki Makabe - MegaMan NT Warrior - Dark Kirisaki - Patalliro Saiyuki! - Son Goku/Patalliro - Suzuka - Ayano Fujikawa |
| 2006 | - Ballad of a Shinigami - Mitsuki Asano - Le Chevalier d'Eon - Marie - Futari wa Pretty Cure Splash Star - Shizue Hoshino - Inukami! - Kaoru Kawahira - Mega Man Star Force - Tsukasa Futaba - Shōnen Onmyōji - Abe no Masahiro                                                                        |
| 2007 | - Genshiken - Angela Burton - Kamichama Karin - Kirika Karasuma - Kishin Taisen Gigantic Formula - Michael Schmidt - Saint Beast: Kōin Jojishi Tenshi Tan - Cassandra - Sisters of Wellber - Jamille Kaela - The Story of Saiunkoku - Riō Hyo, Jr.                                                     |
| 2008 | - Kyōran Kazoku Nikki - Drinda - Porphy no Nagai Tabi - Porphyras Patagos - Sekirei - Homura/Kagari - Sisters of Wellber Zwei - Jamille Kaela |
| 2009 | - Hetalia: Axis Powers - China, Zashiki-Warashi, Narrator - Jewelpet - Akira Nanase, Sayuri Kōgyoku, Ai Majō, Peridot - Kemono no Souja - Yuan - Queen's Blade -Rurō no Senshi- - Echidna - Queen's Blade -Gyokuza no Tsugumono- - Echidna - Umineko no Naku Koro ni - Gaap - Viper's Creed - Theresia |
| 2010 | - Inazuma Eleven - Rococo Urupa, Sein - Jewelpet Tinkle - Peridot - Maid Sama! - Aoi Hyōdo - Sekirei ～Pure Engagement～ - Homura/Kagari |
| 2011 | - Digimon Xros Wars - Tagiru Akashi |
| 2014 | - Aldnoah.Zero - Femieanne - Mekaku City Actors - Shuuya Kano (Joven)/Rin Kido |
| 2015 | - Go! Princess PreCure - Lock, Kuroro |
| 2020 | - The God of High School - Judge O |

### Drama CD
| 2000 | - Hunter × Hunter - Kurapika |
| 2003 | - .hack//Legend of the Twilight - Ouka - Koori no Mamono no Monogatari - Rapunzel - MeruPuri - Aram (young)                                                              |
| 2004 | - Crimson Hero - Momoko Sumiyoshi - Hanaukyo Maid Team: La Verite - Taro Hanaukyo - Integra - Saori Enomoto - Saint Beast - Cassandra - Shōnen Onmyōji - Abe no Masahiro |
| 2005 | - Five - Chiwa Masato - Fruits Basket - Machi Kuragi - Nadepro! - Yoshinao Kai, Kobato Sakisaka - Patalliro Saiyuki! - Son Goku/Patalliro                                |
| 2006 | - Kimi to Boku (manga) - Asaba Yuuta |
| 2007 | - Blaue Rosen - Ai Okita - CLASH! Strange Detectives - Madoka Furuya - Sekirei - Homura/Kagari - Shakunetsu no Yoru ni Idakarete - Saori Chihara                         |
| 2008 | - Maid Sama! - Aoi Hyōdō |
| 2009 | - Hetalia: Axis Powers - China, Narrator, Taiwán |

### OVA
| 1998 | - Southern Wind - Himiko (debut role)                                                                        |
| 2001 | - Hanaukyo Maid Team OVA - Taro Hanaukyo - Samurai X: Reflection - Kenji Himura                              |
| 2002 | - Hunter × Hunter - Kurapika                                                                                 |
| 2003 | - Hunter × Hunter: Greed Island - Kurapika - The Prince of Tennis: A Day on Survival Mountain - Shusuke Fuji |
| 2004 | - Hunter × Hunter: Greed Island Final - Kurapika                                                             |
| 2006 | - The Prince of Tennis: The National Tournament - Shusuke Fuji                                               |
| 2007 | - Ikoku Irokoi Romantan - Kaoru Omi                                                                          |
| 2009 | - Sekirei: The First Errand - Homura/Kagari                                                                  |

### Video Games
| 1998 | - Kuro no Danshō - Haruka Sakimizu - Star Ocean: The Second Story - Celine Jules, Leon D.S. Geeste                                                                |
| 2003 | - Castle Shikigami 2 - Yukari Horiguchi |
| 2004 | - Super Robot Wars - Asuka Tsukishiro, Wendolo |
| 2005 | - Musashi: Samurai Legend - Musashi |
| 2007 | - Digimon World Data Squad - Lilithmon - Kurukuru ◇ Princess 〜Yume no White Quartet〜 - Leah W. Mishima                                                          |
| 2009 | - Nadepro! 〜Kisama mo Seiyū Yatte Miro!?〜 - Yoshinao Kai, Kobato Sakisaka - PROJECT CERBERUS - Eimi Kojima, Fumiya Andō - Tales of Graces - Asbel Lhant (child) |
| 2010 | - Xenoblade - Riki, Vanea |

## Música
- Interpretó el ending del último capítulo de Shōnen Onmyōji, Roku Tousei.[38]